# Parlamentswahl in Finnland 1936
- SPP: 1
- Sonst.: 1
- SDP: 83
- ED: 7
- RKP: 21
- ML: 53
- KOK: 20
- IKL: 14

Die Parlamentswahl in Finnland 1936 (finnisch Eduskuntavaalit 1936; schwedisch Riksdagsvalet 1936) fand am 1. und 2. Juli 1936 statt. Es war die Wahl zum 16. finnischen Parlament.
Seit 1932 führte Toivo Kivimäki von der Fortschrittspartei eine aus Landbund, Fortschrittspartei und Schwedischer Volkspartei bestehende Koalition. Nach den Geschehnissen rund um die Lapua-Bewegung Anfang der 1930er-Jahre konnte man bei der Wahl 1936 von einer Stabilisierung der Demokratie in Finnland sprechen, nach dem die konservative Sammlungspartei und die nationalistische Vaterländische Volksbewegung nicht mehr zusammen in einem Wahlbündnis antraten. Die Sammlungspartei hatte trotzdem einen deutlichen Schaden von diesem Bündnis davongetragen und erhielt nur noch 10,4 % der Wählerstimmen.
Wie 1933 waren 1936 die Sozialdemokraten die größten Gewinner. Sie erhielten 38,6 % der Stimmen und stellten 83 der 200 Sitze im Parlament. Vier Sitze verlor die Fortschrittspartei des bisherigen Ministerpräsidenten Toivo Kivimäki.

## Teilnehmende Parteien
Es traten 8 verschiedene Parteien zur Wahl an.
Folgende Parteien waren bereits im Parlament vertreten:
| Partei | Partei | Ausrichtung        | Spitzenkandidat      |
| ------ | --- | ------------------ | -------------------- |
|        | Sozialdemokratische Partei Finnlands Suomen Sosialidemokraattinen Puolue (SDP) Finlands Socialdemokratiska Parti | sozialdemokratisch | Kaarlo Harvala       |
|        | Landbund Maalaisliitto (ML) Agrarförbundet                                                                       | sozialliberal      | Petter Heikkinen     |
|        | Nationale Sammlungspartei Kansallinen Kokoomus (KOK) Samlingspartiet                                             | konservativ        | Pekka Pennanen       |
|        | Vaterländische Volksbewegung Isämaallinnen Kansanliike (IKL) Fosterländska Folkrörelsen                          | nationalistisch    | Vihtori Kosola       |
|        | Schwedische Volkspartei Ruotsalainen Kansanpuolue (RKP) Svenska Folkpartiet (SFP)                                | liberal            | Ernst von Born       |
|        | Nationale Fortschrittspartei Kansallinen Edistyspuolue (ED) Framstegspartiet                                     | liberal            | Aimo Kaarlo Cajander |
|        | Kleinbauernpartei Finnlands Suomen Pienviljelijäin Puolue (SPP)                                                  | links              |                      |
|        | Volkspartei Kansanpuolue                                                                                         |                    | Yrjö Hautala         |

## Wahlergebnis
Die Wahlbeteiligung lag bei 62,9 Prozent und damit 0,7 Prozentpunkte über der Wahlbeteiligung bei der letzten Parlamentswahl 1933.
| Partei            | Partei                                     | Stimmen   | Stimmen | Stimmen | Sitze  | Sitze |
| Partei            | Partei                                     | Anzahl    | %       | +/−     | Anzahl | +/−   |
| ----------------- | ------------------------------------------ | --------- | ------- | ------- | ------ | ----- |
|                   | Sozialdemokratische Partei Finnlands (SDP) | 452.751   | 38,59   | +1,26   | 83     | +5    |
|                   | Landbund (ML)                              | 262.917   | 22,41   | −0,13   | 53     | —     |
|                   | Schwedische Volkspartei (RKP)              | 131.440   | 11,20   | +0,78   | 21     | —     |
|                   | Nationale Sammlungspartei (KOK)            | 121.619   | 10,36   | —       | 20     | +2    |
|                   | Vaterländische Volksbewegung (IKL)         | 97.891    | 8,34    | —       | 14     | —     |
|                   | Nationale Fortschrittspartei (ED)          | 73.654    | 6,28    | −1,13   | 7      | −4    |
|                   | Kleinbauernpartei Finnlands (SPP)          | 23.159    | 1,97    | −1,42   | 1      | −2    |
|                   | Volkspartei                                | 7.449     | 0,63    | −0,22   | 1      | −1    |
|                   | Sonstige                                   | 2.502     | 0,21    | +0,07   | —      | —     |
| Gesamt            | Gesamt                                     | 1.173.382 | 100,00  |         | 200    |       |
| Gültige Stimmen   | Gültige Stimmen                            | 1.173.382 | 99,57   |         |        |       |
| Ungültige Stimmen | Ungültige Stimmen                          | 5.030     | 0,43    |         |        |       |
| Wahlbeteiligung   | Wahlbeteiligung                            | 1.178.412 | 62,92   |         |        |       |
| Wahlberechtigte   | Wahlberechtigte                            | 1.872.908 | 100,00  |         |        |       |
| Quelle:           |                                            |           |         |         |        |       |

## Nach der Wahl
Das Verhältnis zwischen der stärksten Kraft, der sozialdemokratischen SDP, und dem Landbund hatte sich gebessert. So gab es nach der Wahl zwischen diesen Parteien Gespräche über eine mögliche Regierung. Präsident Svinhufvud übergab nach Protest der Sammlungspartei jedoch nicht dem Sozialdemokraten Väinö Tanner die Aufgabe der Regierungsbildung, sondern dem Landbund-Politiker Kyösti Kallio. Dieser bildete nun zusammen mit der Fortschrittspartei eine Minderheitsregierung. Das Kabinett Kallio IV sollte jedoch nicht mal ein halbes Jahr überdauern, da Kallio zum Präsidenten gewählt wurde und dieses Amt am 1. März 1937 antrat.
Danach bildete Aimo Cajander, der zum dritten Mal Ministerpräsident wurde, von der Fortschrittspartei eine mehrheitsfähige Regierung aus Sozialdemokraten, Landbund, Schwedischer Volkspartei und Fortschrittspartei. Diese Regierung bestand bis zum 1. Dezember 1939.
Übersicht:
1. Kabinett Kallio IV – Kyösti Kallio (Landbund) – Regierung: Landbund, Fortschrittspartei (7. Oktober 1936 bis 12. März 1937)
2. Kabinett Cajander III – Aimo Cajander (Fortschrittspartei) – Regierung: Sozialdemokraten, Landbund, Schweden, Fortschrittspartei (12. März 1937 bis 1. Dezember 1939)